# Neoleucopis atratula
Neoleucopis atratula är en tvåvingeart som först beskrevs av Julius Theodor Christian Ratzeburg 1844.  Neoleucopis atratula ingår i släktet Neoleucopis, och familjen markflugor. Arten är reproducerande i Sverige.